# Aguilar (Pangasinan)
Pour les articles homonymes, voir Aguilar.
Aguilar est une municipalité des Philippines située dans la province de Pangasinan, sur l'île de Luçon.
Elle tire son nom de Rafael María de Aguilar y Ponce de León (en), 56e gouverneur général des Philippines, qui a décidé sa création le 16 juillet 1805.

## Histoire
L'origine de la municipalité remonte à un élevage fondé par les Espagnols. Elle était alors connue sous le nom de Sitio Balubad et faisait partie de Binalatongan (aujourd'hui San Carlos).
Le décret établissant Aguilar comme une entité administrative indépendante a été pris le 16 juillet 1805 par le gouverneur général des Philippines Rafael María de Aguilar y Ponce de León (en), qui lui a donné son nom. Il a atteint la capitale provinciale Lingayen en août, mais ce n'est pas avant le 19 janvier 1806 que le gouverneur provincial a pu se rendre à Sitio Balubad pour son entrée en application. La ville a été formellement créée le 9 mai, lorsque les premiers administrateurs locaux ont été nommés.

## Subdivisions
Aguilar est divisé en 16 barangays :
- Bayaoas
- Baybay
- Bocacliw
- Bocboc East
- Bocboc West
- Buer
- Calsib
- Niñoy
- Poblacion
- Pogomboa
- Pogonsili
- San Jose
- Tampac
- Laoag
- Manlocboc
- Panacol

## Économie

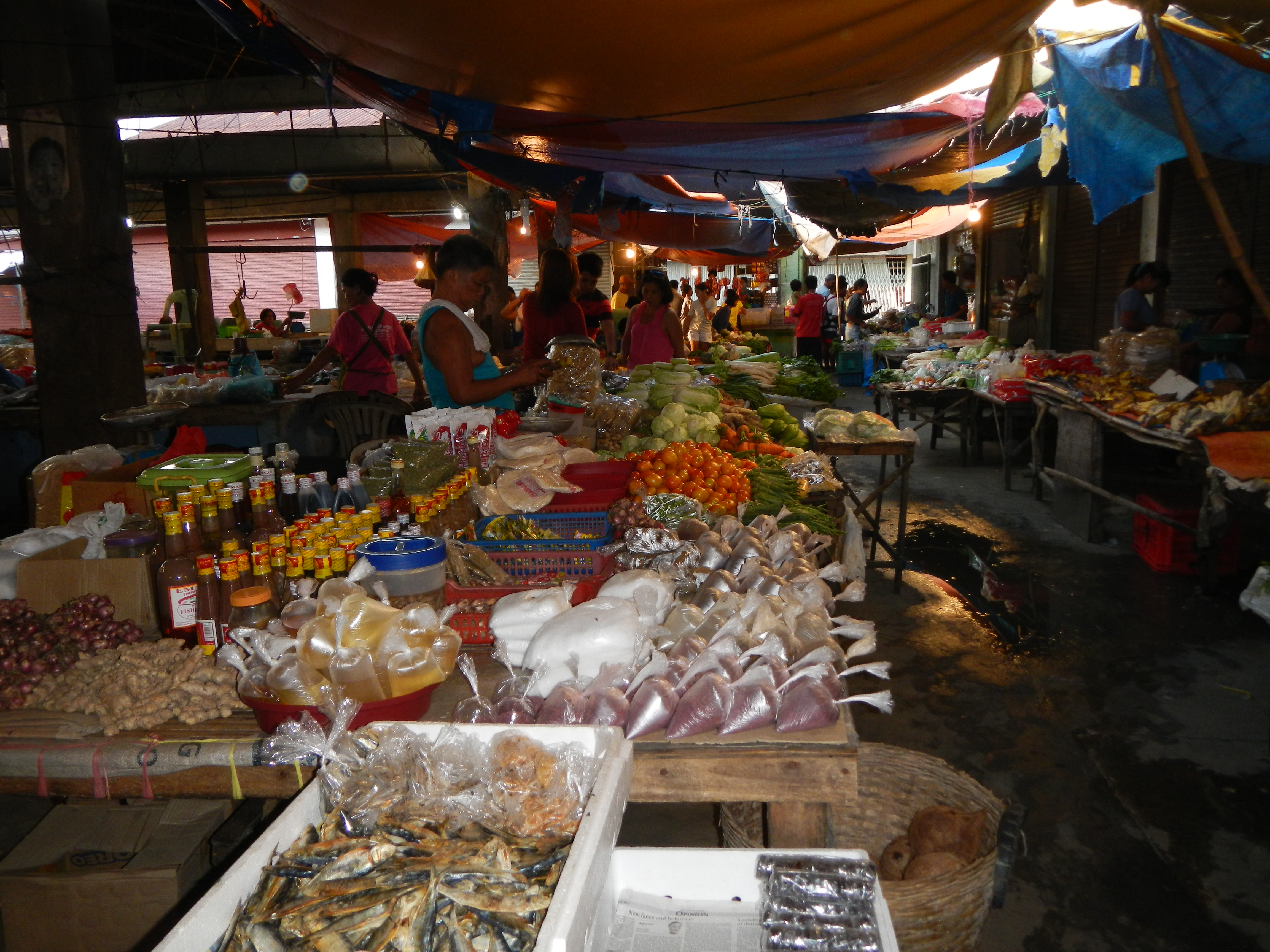
Un marché à Aguilar (2012).

Les principaux secteurs d'activité sont l'agriculture (riz, maïs, légumes, mangues, luffas, élevage) et le tourisme, en pleine expansion.